# Ernst Kaltenbrunner
Ernst Kaltenbrunner (Ried im Innkreis, 4. listopada 1903. – Nürnberg, 16. listopada 1946.) bio je nacistički časnik tijekom Drugog svjetskog rata.

## Rani život
Kaltenbrunner je rođen u Ried im Innkreisu, gradiću u Austriji, kao sin odvjetnika. Obrazovanje je stekao u državnoj općoj gimnaziji u Linzu, te na sveučilištu u Grazu. Krenuo je očevim stopama, te je 1926. i sam postao odvjetnik. Ipak, na tom poslu se kratko zadržao (1926. – 1928.), i to po austrijskim gradovima Salzburgu i Linzu.
Pridružio se Nacističkoj stranci i SS-u u Austriji 1932., a imao je ulogu predstavnika okruga (njem. Gauredner), te glavnog savjetnika VIII. SS Divizije. U siječnju 1934. kratko je zadržan u zatvoru s ostalim nacistima. Kasnije te godine je opet zatvoren pod sumnjom u veleizdaju i umiješanost u ubojstvo tadašnjeg premijera Austrije, Engelberta Dollfussa, koji je bio zaslužan za prvo Kaltenbrunnerovo zatvaranje. No, većina optužbi je otpala, te je Kaltenbrunner proveo samo šest mjeseci zbog urote.

## Kaltenbrunnerov uspon u nacističkom svijetu
Sredinom 1935. Kaltenbrunner je postao vođa austrijskog SS-a. Zbog velike pomoći u provođenju Anschlussa, Hitler ga je promaknuo u vođu austrijskog dijela SS-a (njem. Brigadeführer), na dan kada je Anschluss uspješno izveden. 11. rujna 1938. postao je vođa paravojnih jedinica (pogledajte i video o Kaltenbrunnerovom nastupu u Beču 1939.). Također je bio član Reichstaga od 1938. U travnju 1941. promaknut je na čin Glavnog policijskog generala. Nakon ubojstva Reinharda Heydricha u Pragu 1942. zamijenio ga je na čelu RSHA.
Što se kraj rata više bližio, to je Kaltenbrunnerova pozicija bila bliže samom vrhu, što se najviše vidjelo kada je izbio napad na Hitlera 20. srpnja 1944. Govorilo se da se Kaltenbrunnera boji čak i Heinrich Himmler, a postojale su glasine da je upravo on odgovoran za Eichmannov neuspjeh dobivanja čina pukovnika SS-a.
9. prosinca Kaltenbrunner dobiva Željezni križ. U to vrijeme, Kaltenbrunnerove titule su bile Vođa elitne grupe SS-a (njem. Obergruppenführer), General policije i Šef tajne policije. Također mu je dodijeljen Blutorden (hrv. Red krvi).

## Nürnberški proces
Na Nürnberškom sudu je optužen za udruživanje s namjerom izvršavanja djela protiv svjetskog mira, te zločina protiv humanosti. Najzapaženiji svjedok je bio Rudolf Höss, zapovjednik koncentracijskog logora u Auschwitzu. Kaltenbrunnerova kontrola snaga SS-a značile su da je izravno odgovoran za sljedeće optužbe:
- Masovna ubojstva civila iz okupiranih država.
- Provjera zarobljenika logora i pogubljivanje politički i/ili rasno nepoželjnih.
- Deportacija civilnih građana okupiranih zemalja i prisiljavanje na rad.
- Pogubljivanje zarobljenih komandosa ili kopnenih vojnika, te pomilovanje civila koji bi linčovali zarobljene protivničke zrakoplovce.
- Odvođenje civila na tajna suđenja u Njemačku i izvršavanje kazni.
- Kažnjavanje građana okupiranih teritorija kriminalnim načinom.
- Pogubljivanje ljudi u koncentracijskim logorima čije bi zločine priznali njihovi rođaci.
- Prisvajanje tuđeg privatnog vlasništva.
- Progon Židova.
- Uništavanje crkvi.

Proglašen je krivim za ratne zločine i zločine protiv humanosti, te potom osuđen na smrt. Pogubljen je oko 1.40 ujutro dne 16. listopada 1946. Posljednje riječi su mu bile: "Sretno, Njemačko!"

## Vanjske poveznice
- Video iz Praga s Kaltenbrunnerovim govorom 1931.
- Svjedočenje Rudolfa Hössa na Nurnberškom sudu